# Боргардт Олександр Олександрович
Олександр Олександрович Боргардт, Борґард (3 лютого 1919 року, Синельникове, Дніпропетровська область — 15 серпня 2002 року, Донецьк) — український науковець-фізик, есеїст, графік, перекладач, культуролог. Доктор фізико-математичних наук (1967), професор (1966).
Коло професіональних інтересів: теорія розчинів електролітів, гравітація, елементарні частинки, квантова теорія поля, електрокінетичні явища, космічні промені.

## Біографія
Олександр Олександрович Боргардт народився в родині професора біології, академіка ВАСГНІЛ О. І. Борггардта. Швейцарського походження. Дід О. Боргардта — Йоган Борггардт, спадковий зброяр з Базеля — воював на Кавказі на боці Шаміля і потрапив до російського полону, захищаючи останній оплот повстанців — аул Гуніб. Працював на телеграфній станції в Діліжані (Вірменія), де і народився батько Олександра, потім переїхав з родиною в Україну, в місто Миколаїв.
О. О. Боргардт закінчив фізико-математичний факультет Дніпропетровського університету (1945). Працював у Донецькому фізико-технічному інституті НАН України імені О. О. Галкіна й на кафедрі теоретичної фізики фізфаку Донецького національного університету.
У 1970 р. створив і завідував кафедрою біофізики фізфаку Донецького національного університету.

## Творчий доробок
У галузі фізики:
- Докторська дисертація — «Алгебричні методи в теорії частинок цілого спіна».

Розвинув метод характеристик теорії поля, сконструював універсальний біостимулятор для нейрофізичних досліджень та електронний обчислювальний пристрій для статистичної обробки нейрофізіологічного експерименту.
У галузі історії, графіки та культурології:
- Тема наукової та есеїстичної творчості О.Боргардта — антагонізм між імперськими і вільними світами. Його перу належить ряд книг з есеїстики та культурології: «Бич Божий» (1993), «Російська зона» (1996), «Дві культури» (1999), «Аналітична історія України» (2001) у трьох частинах.

- «Графіка. Олександр Боргардт» (2004, Норд-Прес).

У архіві О. Боргардта ряд невиданих праць: переклади з Ф. Г. Лорки, гостроактуальне дослідження «Мовне питання на Україні (трохи правди проти моря брехні)», численні статті та розвідки.

## Книги
- Олександр Борґардт. Дві культури. — Київ: Видавничий дім «Простір», 2014. — 3-тє вид. — 399 с. ISBN 978-966-2068-41-2
- Олександра Борґард. Дві культури. — Київ: Видавничий дім «Простір», 2012. ISBN 978-966-2068-27-6
- Олександр Борґардт. Аналітична історія України (від початку її існування). 2008. — 486 c.[2]